# Demochares
Demochares (altgriechisch Δημοχάρης Dēmochárēs; * ca. 355 v. Chr.; † 275 v. Chr.) war ein athenischer Redner und Staatsmann in der Zeit der Diadochenkämpfe.
Demochares war ein Neffe des Demosthenes. Vergeblich sprach sich Demochares gegen dessen Auslieferung an Antipater am Ende des Lamischen Krieges 322 v. Chr. aus. Da in der Folge die pro-makedonische Partei in Athen die Oberhand behielt und von Demochares nichts zu hören ist, ist möglicherweise davon auszugehen, dass er sich in den folgenden Jahren im Exil befand. Erst mit der Wiederherstellung der Demokratie durch Demetrios I. Poliorketes im Jahre 307 v. Chr. begegnet sein Name wieder an prominenter Stelle. Da Demochares sich aber gegen die übertriebenen Ehren aussprach, die die Athener den Antigoniden zukommen ließen, wurde er 303 v. Chr. aus der Stadt verbannt.
Im Jahre 298 v. Chr. rief man ihn wieder zurück, woraufhin er für den Ausbau der Stadtbefestigung sorgte. Wegen seiner Versuche, mit den Böotiern ein Bündnis zu schließen, wurde er 296 oder 295 v. Chr. erneut in die Verbannung geschickt, aus der er erst 287 oder 286 v. Chr. zurückkehrte. Im Jahre 280 v. Chr. brachte er die Athener dazu, ein Ehrenmal für seinen Onkel Demosthenes zu errichten. 
Zwar war Demochares ein Freund des Stoikers Zenon von Kition, doch war er im Übrigen ein Gegner der Philosophen, in denen er eine Gefahr für den Staat sah. Daher unterstützte er im Jahre 306 v. Chr. den Vorschlag eines Sophokles, die Philosophen aus Attika auszuweisen. Marcus Tullius Cicero zufolge war Demochares der Autor eines Geschichtswerkes. Seine rednerischen Qualitäten wurden von Polybios gewürdigt, von Timaios dagegen in Frage gestellt.